# Jazzmatazz, Vol. 4: The Hip-Hop Jazz Messenger: Back to the Future
Jazzmatazz, Vol. 4: The Hip-Hop Jazz Messenger: Back to the Future è il sesto album del rapper statunitense Guru, pubblicato nel 2007.
Degno seguito del Vol 1. (1993), ne è applaudita la produzione di Solar nonostante l'album sia pieno di testi autocelebrativi.
| Recensione | Giudizio |
| ---------- | -------- |
| AllMusic   | [ 1 ]    |
| HipHopDX   | [ 2 ]    |
| Okayplayer | [ 3 ]    |
| RapReviews | [ 4 ]    |

## Tracce
1. Cuz I'm Jazzy (feat. Slum Village) – 3:00
2. State Of Clarity (feat. Common & Bob James) – 3:37
3. Stand Up (Some Things'll Never Change) (feat. Damian Marley) – 3:42
4. Look To The Sun – 3:29
5. Connection (feat. Kem) – 3:34
6. Fine and Free (feat. Vivian Green) – 3:27
7. Wait On Me (feat. Raheem DeVaughn) – 3:07
8. International (feat. Bobby Valentino) – 4:14
9. This Is Art (feat. Ronnie Laws) – 2:23
10. Fly Magnetic (feat. Dionne Farris) – 3:03
11. The Jazz Style (feat. Omar) – 3:43
12. Follow The Signs (feat. Shelley Harland) – 3:43
13. Universal Struggle (feat. Brownman) – 3:34
14. Infinite (feat. Blackalicious) – 3:13
15. Kissed The World (feat. Caron Wheeler) – 3:43
16. Living Legend (feat. David Sanborn) – 4:29

## Classifiche settimanali
| Classifica (2007)         | Posizione massima |
| ------------------------- | ----------------- |
| US Independent Albums     | 20                |
| US Top R&B/Hip-Hop Albums | 45                |